# 弗林·索瑟姆
弗林·索瑟姆（英語：Flynn Southam，2005年6月5日—），澳大利亚男子游泳运动员。他曾代表澳大利亚参加2022年英联邦运动会游泳比赛，获得三枚金牌，均来自自由泳接力项目。